# Adolf Anzelius
Adolf Anzelius, född 29 april 1894 i Växjö, död 3 januari 1979 i Stockholm, var en svensk matematiker och fysiker.

## Biografi
Anzelius blev civilingenjör 1916, filosofie licentiat 1920 i Stockholm, filosofie doktor i Uppsala 1931 och var från samma år docent i teoretisk mekanik vid Tekniska högskolan. Han blev 1939 lärare i matematik vid Artilleri- och ingenjörhögskolan, i mekanik vid Sjökrigshögskolan och 1945 professor i mekanik och matematik vid Chalmers tekniska högskola. Anzelius har bland annat utgett flera arbeten i hydromekanik, elasticitetsteori, matematisk fysik och teoretisk mekanik.